# Liberato Cacace
Liberato Gianpaolo Cacace (* 27. září 2000) je novozélandský fotbalista, který hraje jako obránce za Empoli a novozélandskou reprezentaci.

## Klubová kariéra
V mládežnických kategoriích hrál za Bay United. Trenér Ricki Herbert si ho vybral do své akademie.
Hrál také za školní tým St Patrick's College, se kterým vyhrál Wellington Premier Youth.

### Wellington Phoenix Reserves
V sezóně 2016/17 začal hrát za Wellington Phoenix Reserves.

### Wellington Phoenix
V únoru 2018 debutoval za Wellington Phoenix proti Sydney. Po konci sezóny podepsal s klubem smlouvu na tři roky.
V sezóně 2018/19 se po odchodu Scotta Gallowaye a zranění Toma Doyla stal hráčem základní sestavy. Dne 9. března 2019 vstřelil gól proti Central Coast Mariners. Dne 8. března 2020 odehrál Cacace proti Central Coast Mariners svůj 50. zápas za Wellington Phoenix.

### Sint-Truidense
Podepsal tříletou smlouvu se Sint-Truidense.

### Empoli
Dne 31. ledna 2022 byl poslán na hostování do italského klubu Empoli. 17. června 2022 do klubu přestoupil.

### Reprezentační kariéra
V roce 2017 vyhrál s reprezentací U17 kontinentální mistrovství. Hrál na Mistrovství světa ve fotbale hráčů do 17 let 2017 v Indii.
Hrál také na Letních olympijských hrách 2020.
Za seniorskou reprezentaci debutoval dne 5. června 2018 proti Tchaj-wanu.
Cacace skóroval proti Tahiti v kvalifikaci mistrovství světa ve fotbale 2022.
Hrál na Oceánském poháru národů v roce 2024, kde Nový Zéland získal zlatou medaili.